# 變色鴨嘴鯰
變色鴨嘴鯰，為輻鰭魚綱鯰形目長鬚鯰科的一個種，分布於南美洲馬格達萊納河流域，體長可達100公分，棲息在河川底層水域，屬肉食性，生活習性不明。

## 擴展閱讀
維基物種上的相關：變色鴨嘴鯰